# Michele Morosini

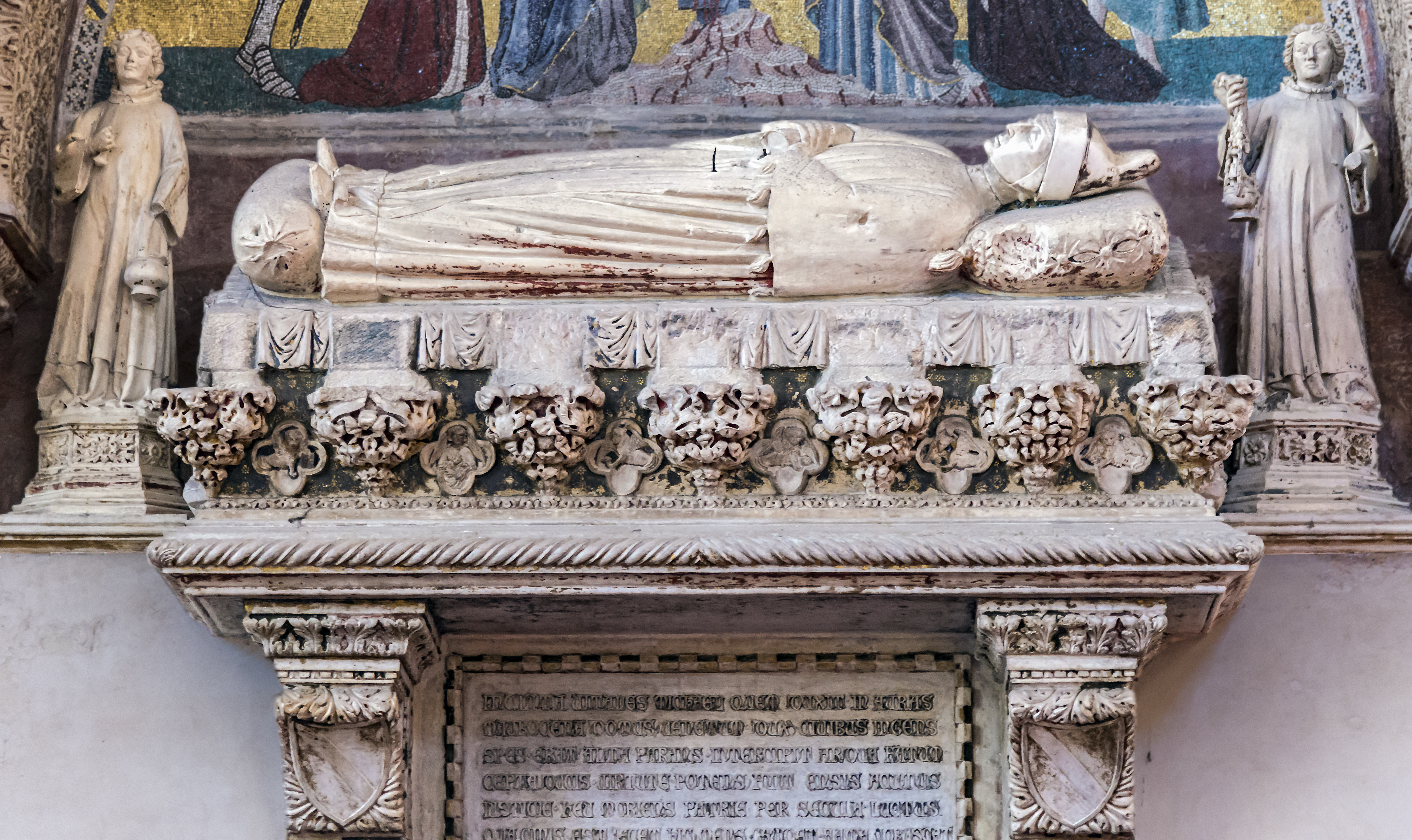
Monumento funebre del Doge Michele Morosini

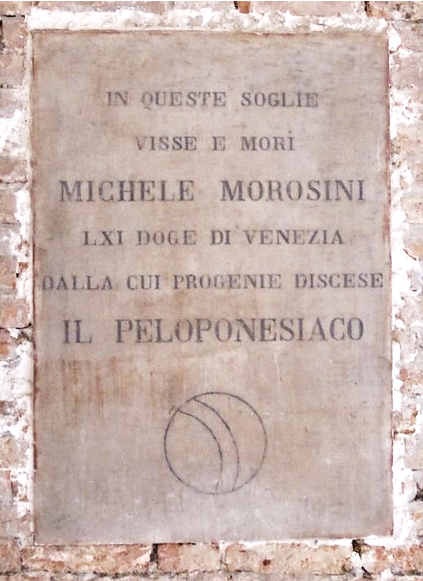
Doge Morosini lapide tombale

Michele Morosini (Venezia, 1308 – Venezia, 16 ottobre 1382) è stato il 61º doge della Repubblica di Venezia solo per poco tempo.

## Vita
Figlio di Marino, Michele Morosini si distinse nel corso del XIV secolo per la sua abilità nel commercio e l'immensa ricchezza accumulata.
Era sposato con Cristina Condulmer.
In gioventù ebbe una condanna per stupro.
Le fonti, non molte per un personaggio poco importante nella storia di Venezia, si dividono nel presentarlo o come un nobile mercante che donò molto allo stato e che lo servì fedelmente (così Marin Sanudo) o come un affarista disposto a tutto pur di farsi notare.
Sicuramente, alla fine della dura Guerra di Chioggia (1378 - 1383) che vide contrapposta la sua città a Genova, era considerato uno degli uomini più ricchi della città e risultava proprietario di numerose case, acquistate per pochi soldi durante il periodo di difficoltà.

## Dogato
Eletto il 10 giugno 1382 con il minimo di voti necessari, non ebbe né tempo né modo per poter incidere nella vita pubblica della città visto che dopo circa quattro mesi morì di peste (qualcuno lo vuole così punito per le sue speculazioni verso i poveri).
Durante il suo dogato proseguì la guerra contro Genova, che ormai volgeva sempre più a favore di Venezia dopo la prima fase che aveva portato la città lagunare ad un passo dalla disfatta.
Venne sepolto con grande pompa, adatta ad un uomo così ricco. Il suo monumento funebre si trova nella Basilica dei Santi Giovanni e Paolo.
Nella Sala del Maggior Consiglio di Palazzo Ducale il suo ritratto è accompagnato da un cartiglio con una scritta in latino che recita: "Pauca damus patriae, festina morte repressi (Poco possiamo dare alla patria, colpiti da una morte precoce).